# الف خنجری

الف خنجری

الف خنجری (قرمز) بالای الف مقصوره (سیاه)

الف خنجری یا الف محذوف (عربی: ألف خنجرية) به‌صورت یک خط عمودی کوتاه بر روی حروف عربی نوشته می‌شود. الف خنجری گاه به‌جای الف معمولی می‌آید و همانند آن صدای کشیدهٔ /aː/ می‌دهد، مثلاً هٰذَا یا رَحْمٰن دقیقاً به‌صورت «هاذا» و «رحمان» تلفظ می‌شوند. الف خنجری فقط در تعداد معدودی از کلمات دیده می‌شود، هرچند این کلمات اکثراً بسیار پرکاربرد هستند. به‌استثنای قرآن، الف خنجری نیز مانند حرکت‌های فتحه و کسره و ضمه در نگارش عربی معمولاً نمایش داده نمی‌شود. بنا به گفتهٔ ویلیام رایت، خاورشناس، «در اوایل کتابت عربی، الف نسبت به دو مصوت بلند دیگر (واو و یاء) به‌ندرت نوشته می‌شد، و بعداً وقتی حرکات فتحه و کسره و ضمه ابداع شد، الف در برخی از کلمات بسیار رایج صرفاً با یک فتحه [یعنی الف خنجری] نشان داده شد.» 
یکی از معروف‌تری کاربردترین الف خنجری در لیگاتور الله دیده می‌شود. این کلمه معمولاً به‌صورت خودکار با وارد کردن «الف لام لام هاء» تولید می‌شود و نیاز به وارد کردن الف خنجری با صفحه‌کلید نیست. در صفحه‌کلید استاندارد فارسی، الف خنجری با فشردن همزمان کلیدهای ⇧ Shift و V وارد می‌شود.

## با فتحه
الف خنجری در نسخه‌های جدید قرآن به دو شکل نمایش داده می‌شود. در نسخه‌های چاپ‌شده در کشورهای عربی خاورمیانه، الف خنجری همراه با فتحه نشان داده می‌شود: الرَّحْمَٰنِ. در نسخه‌های چاپ‌شده در ایران و افغانستان و شبه‌قارهٔ هند الف خنجری بدون فتحه نشان داده می‌شود: الرَّحْمٰنِ.